# Лисьи Ямки
Ли́сьи Я́мки — посёлок в Богородском районе Нижегородской области. Входит в состав Каменского сельсовета.

## Население
| 1999 | 2002 | 2010 |
| ---- | ---- | ---- |
| 2    | ↘1   | ↘0   |

### Национальный состав
Согласно результатам переписи 2002 года, в посёлке проживал один житель русской национальности.